# Lâmpada de Dendera

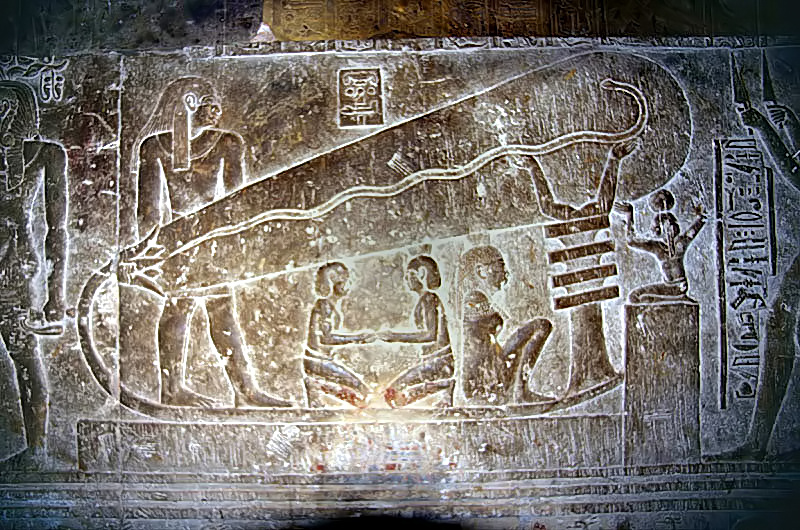
A chamada "Lâmpada de Dendera".

Lâmpada de Dendera é um desenho esculpido como um conjunto de relevos de pedra no templo de Hator em Dendera, no Egito, que superficialmente se assemelha a modernos dispositivos de iluminação elétrica. Uma hipótese marginal sugere que a luz de Dendera retrata a avançada tecnologia elétrica possuída pelos antigos egípcios; no entanto, os egiptólogos tradicionais consideram as gravuras representativas de um conjunto típico de imagens simbólicas da mitologia egípcia, que representam um pilar djed e uma flor de lótus que gera uma cobra dentro dela, símbolos de estabilidade e fertilidade, respectivamente, mostrando Harsomtus num recipiente oval chamado hn, que pode representar o útero da deusa Nut. Por vezes, um pilar Djed suporta a serpente ou o recipiente. Um motivo intimamente relacionado é “deus repousando na flor de lótus”. Por sua vez, alguns estudiosos interpretaram as representações como antigas lâmpadas incandescentes.

## Interpretação tradicional
A visão da grande maioria dos egiptólogos é que o relevo é uma representação mitológica de um pilar djed e uma flor de lótus (Nymphaea caerulea) gerando uma cobra dentro dela, o que representa aspectos da mitologia egípcia. O pilar djed é um símbolo de estabilidade que também é interpretado como a espinha dorsal do deus Osíris. Nas esculturas, as quatro linhas horizontais que formam o djed são complementadas por braços humanos estendidos, como se os djed fossem uma espinha dorsal. Os braços seguram a cobra dentro da flor de lótus. As cobras provenientes do lótus simbolizam a fertilidade, ligada ao dilúvio anual do rio Nilo.

## Interpretação marginal
Em contraste com a interpretação tradicional, uma hipótese marginal propõe que os relevos retratam a tecnologia elétrica egípcia antiga, baseada na comparação com dispositivos modernos semelhantes (tais como tubos de Geissler, tubos de Crookes e lâmpadas de arco voltaico). A referência passageira de J. N. Lockyer à sugestão humorística de um colega de que as lâmpadas elétricas explicariam a ausência de depósitos de lampiões nos túmulos foi às vezes usada como um argumento que sustentaria esta interpretação particular (outro argumento seria o uso de um sistema de espelhos reflexivos). Os proponentes desta interpretação também usaram um texto que se refere a "altos postes cobertos com placas de cobre" para argumentar isto, mas Bolko Stern escreveu em detalhes explicando porque os topos cobertos de cobre dos postes (que eram mais baixos que os postes associados) não se relacionam com eletricidade ou relâmpagos, apontando que nenhuma evidência de qualquer coisa usada para manipular eletricidade havia sido encontrada no Egito Antigo e que esta era uma instalação religiosa e não técnica.